# Eva Grožajová
Eva Grožajová provdaná Bergerová-Grožajová († únor / březen 2017) byla československá krasobruslařka.
Byla členkou klubu Slovan Bratislava. Stala se juniorskou mistryní Evropy. V roce 1959 získala na mistrovství Československa spolu se Šturmem třetí místo v kategorii tanečních párů a roce 1960 vybojovala druhé místo na Zimní Univerziádě.

## Výsledky
Ženy
| Soutěž                                     | 1957 | 1958 | 1959 | 1960 | 1961 | 1962 | 1963 |
| ------------------------------------------ | ---- | ---- | ---- | ---- | ---- | ---- | ---- |
| Mistrovství světa v krasobruslení          |      |      |      |      |      | 13   | 15   |
| Mistrovství Evropy v krasobruslení         |      |      |      |      | 7    | 10   |      |
| Zimní Univerziáda                          |      |      |      | 2    |      |      |      |
| Mistrovství Československa v krasobruslení | 6    | 5    | 4    | 4    | 3    | 2    | 2    |

Šturm (taneční páry)
| Soutěž                                     | 1959 |
| ------------------------------------------ | ---- |
| Mistrovství Československa v krasobruslení | 3    |